# Horst W. Janson
Horst W. Janson (als Autor meist H. W. Janson, außerdem Peter Janson, vollständiger Name Horst Woldemar Janson; * 4. Oktober 1913 in Sankt Petersburg, Russisches Kaiserreich; † 30. September 1982) war ein deutsch-amerikanischer Kunsthistoriker, Kurator und Hochschullehrer.

## Leben
Horst Janson war ein Sohn des Kaufmanns Friedrich Janson (1875–1927) und der Helene Porsch (1879–1973), er hatte einen Bruder. Seine Eltern waren beide in Riga geboren. Die Oktoberrevolution veranlasste die Familie 1917 zum Wechsel nach Deutschland. In Hamburg besuchte Janson das Wilhelm-Gymnasium, das er 1932 mit dem Abitur abschloss. Er studierte 1932 in München und ab 1933 in Hamburg, bei Erwin Panofsky bis zu dessen Emigration. Dem Nationalsozialismus stand Janson ablehnend gegenüber und änderte seinen Vornamen Horst als Reaktion auf das Horst-Wessel-Lied in Peter ab. Aus politischen Gründen emigrierte er 1935 mit Unterstützung von Alfred Barr in die USA und setzte sein Studium an der Harvard University fort; die Eltern und ein Bruder, der 1943 fiel, blieben in Deutschland zurück.
An der Harvard University legte Janson 1938 die Magisterprüfung ab. Dort war er 1936 bis 1937 Assistent am Fine Arts Department, am Worcester Art Museum von 1936 bis 1938 außerplanmäßiger Professor und Lehrbeauftragter, sowie von 1938 bis 1941 Lehrbeauftragter an der Iowa State University. 1941 heiratete er Dora Heineberg. Im selben Jahr wurde Janson 1941 zum Assistenzprofessor an die Washington University in St. Louis berufen. Mit der Dissertation  The Sculptured Works of Michelozzo di Bartolommeo wurde Janson 1941 oder 1942 promoviert. Sein Sohn Anthony wurde 1943 geboren; im selben Jahr erhielt Janson die US-amerikanische Staatsbürgerschaft.
An der Washington University gehörte er dem Art Collection Committee an, das sich 1945 zur Aufgabe stellte, die umfangreiche Kunstsammlung umzugestalten. Janson war seit 1944 Kurator der Sammlungen; er war die treibende Kraft für die Auswahl und den Ankauf moderner Kunst. Die Universität versteigerte nicht in die Sammlung passende Werke. Zu den veräußerten Werken gehörte mit 23.000 Dollar Frederic Remingtons  Dash for the Timber von 1889 als ertragreichstes, daneben weitere Werke aus dem 19. Jahrhundert von Künstlern wie Rosa Bonheur, Dwight William Tryon oder Horatio Walker.
Mit dem Ankauf von mehr als 40 Grafiken, Gemälden und Skulpturen, meist auf Jansons Vorschlag, begründete das Art Collection Committee 1945/46 die erste Sammlung moderner Kunst an der Universität in St. Louis. Dazu gehörten Werke von Georges Braque, Theo van Doesburg, Max Ernst und Joan Miró. Amerikanische Vertreter des Abstrakten Expressionismus wie Jackson Pollock lehnte Janson ab, ebenso verzichtete er auf Werke der deutschen Neuen Sachlichkeit.
1949 wechselte Janson an die New York University, wo er am Institute of Fine Arts lehrte.
Janson publizierte eine Vielzahl von Aufsätzen über die Renaissance sowie zur modernen Kunst, darunter im Magazine of Art. Sein Hauptwerk war das 1962 veröffentlichte Buch  History of Art, das bis 1982 eine Auflage von 2,5 Millionen Exemplaren hatte und in 14 Sprachen veröffentlicht wurde. 1978 wurde er in die American Academy of Arts and Sciences aufgenommen.
Janson starb am 30. September 1982, als er in einem Zug von Zürich nach Mailand unterwegs war.

## Nachwirkung
Die Ausstellung „Exil und Moderne – H. W. Janson und die Sammlung der Washington University in St. Louis“ wurde 2005/2006 in Deutschland gezeigt. Ausstellungsorte waren die Opelvillen in Rüsselsheim, das Angermuseum in Erfurt, die Kunsthalle St. Annen in Lübeck und das Museum für Neue Kunst in Freiburg. Die Ausstellung umfasste Werke von Künstlern wie Max Beckmann, Lyonel Feininger und Jean Hélion bis Jackson Pollock.